# C-147
La C-147 (Comarcal C-147) és una carretera de la Xarxa de Carreteres del Pirineu, situada a la comarca del Pallars Sobirà que comunica Esterri d'Àneu a la C-28, amb Montgarri a la Vall d'Aran. La carretera discorre pel marge de la Noguera Pallaresa.
Aquesta carretera és d'ús local ja què només l'utilitzen los veïns de les poblacions que recorre.

## Història
L'any 2001 la Generalitat de Catalunya va aprovar la nova senyalització de la via, abans inexistent així com una nova pavimentació, també es van reforçar i millorar punts perillosos. Concretament es va treballar entre els punts quilomètrics 52,10 i 54,15, a la comarca del Pallars Jussà.

### Carretera tallada durant dos mesos
El mur que sustentava aquesta carretera va cedir el passat 9 de gener de 2016, provocant que part de la via s'ensorrés cap al riu Noguera Pallaresa i obligant a efectuar pas alternatiu en el trànsit. Al cap de dos dies, la carretera es va haver de tallar totalment per l'inici de les obres de reconstrucció que es van allargar durant dos mesos. En total el Departament de Territori i Sostenibilitat va invertir 200.000 euros en la reconstrucció d'aquest mur del punt quilomètric 130, també s'ha reforçat amb ancoratges i malla l'escollera situada al punt quilomètric 128, a prop de Borén, per evitar-ne el deteriorament.

### Tallada la carretera C-147 a Isavarre per la reconstrucció del mur i per refer el ferm de la via
Al febrer de 2016 a conseqüència de les pluges que van provocar un moviment de terres provocant que el mur de la carretera cedís fent així una esquerda a la carretera.
Com a conseqüència d'aquest fet el Departament de Territori i Sostenibilitat va iniciar unes obres per a reconstruir el mur i refer el ferm de la carretera al nucli d'Isavarre que van cedir el gener de 2016 a conseqüència d'un temporal de neu i pluja. Els treballs, amb un pressupost de 200.000 euros, s'acabaran a finals del mateix mes de febrer. Mentre duren les obres, s'ha habilitat un desviament alternatiu senyalitzat.

## Recorregut[5]
| Tipus de Sortida | Direcció de la sortida  | Carretera que hi enllaça        | Qm |
| ---------------- | ----------------------- | ------------------------------- | -- |
| C-147            | Esterri d'Àneu          | C-28                            | 0  |
|                  | València d'Àneu         | C-28z                           | -  |
|                  | Isavarre                |                                 | -  |
|                  | Borén                   |                                 | -  |
|                  | Àrreu                   |                                 | -  |
|                  | Isil                    |                                 | -  |
|                  | Alós d'Isil             |                                 | -  |
|                  | Alt Àneu                |                                 |    |
|                  | Montgarri (Vall d'Aran) | fi de la via per límit comarcal | -  |